# 内蒙古中优足球俱乐部
内蒙古中优足球俱乐部，前身为太原中优嘉怡足球俱樂部，是一家已解散的位于中国内蒙古自治区呼和浩特市的足球俱乐部。山西嘉怡成立于2011年10月8日，曾经参加2012年中国足球乙级联赛，取得北区第9名。2013年报名参加中国足球乙级联赛被足协拒绝。2014年1月，俱乐部宣布更名为太原中优嘉怡并参加2014年中乙联赛。这年10月，球队夺得中乙联赛亚军，升入中甲联赛。球队于2014年12月25日从山西省办理迁出手续，呼和浩特市体育局、呼和浩特市足协与上海中优房地产集团达成协议，双方合作共建，球队更名为“内蒙古中优足球俱乐部呼和浩特中优足球队”，主场设在呼和浩特體育場。

## 历史
2011年10月8日，山西嘉怡足球俱樂部在太原山西体育中心挂牌成立，继山西中联、山西康宝之后成为1994年职业化以来在山西省注册的第三支足球俱乐部。 俱乐部男队以太原理工大学校队为班底组建，男子梯队是北京阳光足球俱乐部的U15队，女子梯队为大同市体育局下辖的女足队。太原理工大学足球队是2011年全国大学生足球联赛的亚军，而大同女足在第七届城运会也取得了前八名。男子梯队是山西省体育局委托北京的俱乐部培养、赛时代表山西出战的球队。出资方上海嘉怡投资发展有限公司，主营房地产开发。俱乐部的队徽原型，是该公司旗下的山西嘉怡房地产开发有限公司在太原的一个楼盘的标志。
球队的目标是一年争取进入前八，次年争取前四、冲甲，三年冲上中甲联赛，五年进入中超联赛。 主场原本号称设在山西体育中心，后来因故改在太原萬栢林體育場，2012年中乙联赛后期又被迫转战太原電力高等專科學校體育場，两体育场均是人工草皮。2012年中乙联赛中，球队八胜四平负十二场，列北区第九名。另外，球队作为之前一年全国大学生足球联赛的亚军，以“山西嘉怡太原理工大学足球队”为名参加了2012年中国足协杯，不过首轮就被上海中邦淘汰。
山西嘉怡没有参加2013年中乙联赛。据媒体的报道，由于出资方对上一年度的回报不满意，迟迟犹豫不定是否要报名参加新一年的中乙联赛。直至中国足协设定的截止日期前的第三天，山西嘉怡才做出报名参赛的决定。足协以报名太晚、错过足协的考察、场地不达标为由，拒绝了山西嘉怡的申请。
2014年1月16日，山西嘉怡足球俱乐部宣布改名为太原中优嘉怡足球俱乐部。俱乐部宣布参加2014年中乙联赛，加大投入，争取一两年内进军中甲。球队保留了十余名太原理工大学球员的同时，引进了张兴博、朱子林和贵州人和的多名球员。球队主场设在山西体育中心。预赛中，球队十四战十胜三平仅负一场，以北区头名的身份晋级全国总决赛。半决赛中，太原中优嘉怡通过点球大战击败贵州智诚，冲上中甲。
2015年1月5日上午，内蒙古呼和浩特市政府新闻办召开新闻发布会宣布，中甲新军呼和浩特中优足球队成立。且与贵州人和队澳大利亚籍外援乔纳斯·萨利签订合约。同年俱乐部参加中国足球甲级联赛，取得第6名的成绩。
2016年1月27日上午呼和浩特中优足球队新赛季新闻发布会暨内蒙古中优足球俱乐部·胜利联盟深度战略合作签约仪式在呼和浩特举行，胜利联盟体育科技有限公司正式宣布入股内蒙古中优足球俱乐部并全面负责俱乐部的运营与管理。新赛季，俱乐部也将以“内蒙古中优胜利联盟足球俱乐部”的名义进行注册参赛，并聘请前世界足球先生路易斯·菲戈担任俱乐部名誉主席。同年俱乐部参加中国足球甲级联赛，取得第7名。
2021年3月，據呼和浩特中优球员牟善韬透露，俱乐部拖欠他8个月工资，俱乐部总经理刘哲已带着俱乐部公章不知所蹤。
2021年3月29日，内蒙古中优最终无缘新赛季的准入名单。

## 队徽

山西嘉怡队徽 2011-2014
内蒙古胜利联盟中优队徽 2016
内蒙古中优队徽 2015，2017-